# جيمس تود
جيمس تود (بالإنجليزية: James Todd)‏ هو محامي وسياسي أمريكي، ولد في 25 ديسمبر 1786 في مقاطعة يورك في الولايات المتحدة، وتوفي في 3 سبتمبر 1863 في غرينسبورج في الولايات المتحدة.